# Élections législatives de 1981 dans le Val-de-Marne
Les élections législatives françaises de 1981 dans le  Val-de-Marne se déroulent les 14 et 21 juin.

## Élus
| Circonscription | Député sortant      | Parti | Parti         | Député élu ou réélu | Parti | Parti |
| --------------- | ------------------- | ----- | ------------- | ------------------- | ----- | ----- |
| 1re             | Georges Marchais    |       | PCF           | Georges Marchais    |       | PCF   |
| 2e              | Charles Fiterman    |       | PCF           | Pierre Tabanou      |       | PS    |
| 3e              | Georges Gosnat      |       | PCF           | Georges Gosnat      |       | PCF   |
| 4e              | Joseph Franceschi   |       | PS            | Joseph Franceschi   |       | PS    |
| 5e              | Jean-Louis Beaumont |       | Divers droite | Laurent Cathala     |       | PS    |
| 6e              | Roland Nungesser    |       | RPR           | Roland Nungesser    |       | RPR   |
| 7e              | Robert-André Vivien |       | RPR           | Robert-André Vivien |       | RPR   |
| 8e              | Maxime Kalinsky     |       | PCF           | Paulette Nevoux     |       | PS    |

## Contexte politique
La vie politique départementale est principalement dominée par deux partis : le Parti communiste à gauche et l'Union pour la démocratie française à droite.
La gauche détient une majorité de communes (17 pour le PCF, 8 pour le PS et 1 divers gauche) et de cantons (16 conseillers généraux PCF, 6 PS et 1 apparenté socialiste) et le conseil général du Val-de-Marne est dirigé depuis 1976 par le communiste Michel Germa, conseiller général de Vitry-sur-Seine-Est. Parmi les figures importantes, on peut citer le député de la première circonscription et secrétaire général du Parti communiste Georges Marchais, le député-maire socialiste d'Alfortville et secrétaire d'État chargé des Retraités et des Personnes âgées dans le premier gouvernement Mauroy Joseph Franceschi ou encore Georges Gosnat, député PCF de la 50e circonscription de la Seine – succédant à Maurice Thorez – puis de la 3e circonscription, parlementaire depuis 1945.
Quant à la droite, elle est surtout présente dans l'est du département – dans la région de Vincennes et sur le Plateau briard – et l'UDF est le mouvement politique le plus important, détenant onze mairies (sur 20) et sept cantons (sur 16). On compte par ailleurs des élus divers droite, RPR, CNIP et MDS (Mouvement démocrate socialiste), avec le maire du Kremlin-Bicêtre Antoine Lacroix. Le maire de Charenton-le-Pont et ancien député Alain Griotteray, le député-maire de Nogent-sur-Marne et ancien ministre gaulliste Roland Nungesser, l'indépendant Olivier d'Ormesson, premier édile d'Ormesson-sur-Marne et député européen, ou le président du Sénat Alain Poher, font partie des personnages politiques majeurs de la droite val-de-marnaise.

Nuance politique des communes du Val-de-Marne en 1981.
Nuance politique des cantons du Val-de-Marne en 1981.

Enfin, pour ce qui est des huit circonscriptions législatives, elles sont majoritairement détenues par la gauche, avec quatre députés communistes et un socialiste. Les trois autres sont possédées par les RPR Roland Nungesser et Robert-André Vivien et le divers droite Jean-Louis Beaumont.

## Positionnement des partis
Le Parti socialiste, au nom de la nouvelle majorité présidentielle, et le Parti communiste français, sous l'appellation « majorité d'union de la gauche », se présentent dans les huit circonscriptions du département. Dans l'ordre, les socialistes investissent Patrice Hernu, Pierre Tabanou, Jean-Claude Perrot, Joseph Franceschi *, Laurent Cathala, Pierre Jacquemin, Marie-Françoise Gérard et Paulette Nevoux, tandis que les communistes soutiennent Georges Marchais *, Charles Fiterman *, Georges Gosnat *, Jacques Denis, Annick Davisse, Guy Poussy, Louis Bayeurte et Maxime Kalinsky *. Quant au Mouvement des radicaux de gauche, il est représenté par Charles Knopfer	(1re), Fernand Saal	(3e), Jean Charpantier (5e), Bernard Nicolau-Bergeret (6e) et Albert Bunelier (7e).
À droite, l'Union pour la nouvelle majorité (UNM), alliance électorale réunissant les partis membres de la majorité sortante, soutient elle aussi des candidats dans l'ensemble des circonscriptions, dont les députés sortants Jean-Louis Beaumont (DVD, Créteil - Saint-Maur), Roland Nungesser (RPR, Bry - Champigny - Nogent) et Robert-André Vivien (RPR, Fontenay - Saint-Mandé - Vincennes). Dans celles détenues par la gauche, l'UNM présente Raoul-Jean Dumas (RPR, 3e), Alain Griotteray (UDF-PR, 4e) et Jean-Marie Poirier (UDF-PR, 8e), alors que dans les 1re et 2e circonscription, deux candidats sont investis : Jean-Michel Tanguy (RPR) et Jean-Claude Denné (UDF-CDS) à Arcueil - Villejuif - Cachan, Jean Macé (RPR) et Jean Gaudaire (UDF) à Choisy-le-Roi - Orly. Outre Jean-Louis Beaumont, on compte un autre candidat classé divers droite : Bernard Marchand, gaulliste, à Boissy-Saint-Léger - Villeneuve-Saint-Georges (8e).
Enfin, les écologistes sont représentés dans six circonscriptions sur huit, dont trois sous la bannière « Aujourd'hui l'écologie » (proches de Brice Lalonde, ancien candidat à la présidentielle) et un pour le Mouvement d'écologie politique (MEP), le Parti socialiste unifié, sous l'étiquette « Alternative 81 », l'est partout sauf à Alfortville - Charenton (4e) et l'extrême gauche présente dix candidats (7 de Lutte ouvrière, 1 de la Ligue communiste révolutionnaire, 1 de l'Organisation communiste de France (démocratique) et 1 des Comités communistes pour l'autogestion). La Fédération des républicains de progrès (FRP) compte quant à elle deux candidats, Maurice Battais	dans la 2e et Jean-Claude Besse	dans la 8e, l'extrême droite en a quatre dans 3 circonscriptions (2 PFN, 2 FN) et Jean-Maurice Duval pour le centre gauche se présente à Boissy-Saint-Léger - Villeneuve-Saint-Georges.

## Résultats

### Résultats à l'échelle du département
| Parti          | Parti                                                  | Premier tour | Premier tour | Second tour | Second tour | Sièges |
| Parti          | Parti                                                  | Voix         | %            | Voix        | %           | Sièges |
| -------------- | ------------------------------------------------------ | ------------ | ------------ | ----------- | ----------- | ------ |
|                | Parti socialiste                                       | 151 935      | 30,92        | 215 711     | 50,52       | 4      |
|                | Parti communiste français                              | 127 779      | 26,01        | 32 597      | 7,63        | 2      |
|                | Mouvement des radicaux de gauche                       | 3 195        | 0,65         |             |             | 0      |
|                | Majorité présidentielle                                | 282 909      | 57,58        | 248 308     | 58,16       | 6      |
|                |                                                        |              |              |             |             |        |
|                | Rassemblement pour la République                       | 84 598       | 17,22        | 82 174      | 19,25       | 2      |
|                | Union pour la démocratie française                     | 59 725       | 12,16        | 59 494      | 13,93       | 0      |
|                | Divers droite                                          | 32 726       | 6,66         | 36 968      | 8,66        | 0      |
|                | Union pour la nouvelle majorité                        | 177 049      | 36,04        | 178 636     | 41,84       | 2      |
|                |                                                        |              |              |             |             |        |
|                | Divers écologiste (dont Aujourd'hui l'écologie et MEP) | 14 156       | 2,88         |             |             | 0      |
|                | Parti socialiste unifié                                | 8 001        | 1,63         | 0           |             |        |
|                | Lutte ouvrière                                         | 3 644        | 0,74         | 0           |             |        |
|                | Fédération des républicains de progrès                 | 2 057        | 0,42         | 0           |             |        |
|                | Parti des forces nouvelles                             | 1 604        | 0,32         | 0           |             |        |
|                | Front national                                         | 740          | 0,15         | 0           |             |        |
|                | Centre gauche                                          | 549          | 0,11         | 0           |             |        |
|                | Ligue communiste révolutionnaire                       | 473          | 0,09         | 0           |             |        |
|                | Extrême gauche (dont OCF(d) et CCA)                    | 104          | 0,02         | 0           |             |        |
|                |                                                        |              |              |             |             |        |
| Inscrits       | Inscrits                                               | 718 242      | 100,00       | 638 851     | 100,00      | 8      |
| Abstentions    | Abstentions                                            | 221 891      | 30,89        | 191 526     | 29,98       |        |
| Votants        | Votants                                                | 496 351      | 69,11        | 447 325     | 70,02       |        |
| Blancs et nuls | Blancs et nuls                                         | 5 065        | 1,02         | 20 381      | 4,56        |        |
| Exprimés       | Exprimés                                               | 491 286      | 98,98        | 426 944     | 95,44       |        |

### Résultats par circonscription

#### Première circonscription (Arcueil - Villejuif - Cachan)
La circonscription d'Arcueil - Villejuif - Cachan comprenait cinq communes : Arcueil, Cachan, Gentilly, Le Kremlin-Bicêtre et Villejuif. Par ordre alphabétique, les principaux candidats en lice dans cette circonscription sont :
- Jean-Claude Denné, adjoint au maire du Kremlin-Bicêtre, investi par l'UDF et l'UNM ;
- Patrice Hernu, premier adjoint au maire de Cachan et fils de Charles Hernu, pour le PS ;
- Georges Marchais, député sortant et député européen, pour le PCF ;
- Jean-Michel Tanguy, adjoint au maire du Kremlin-Bicêtre, investi par le RPR et l'UNM.

| Candidat              | Candidat                       | Parti                   | Premier tour | Premier tour | Second tour | Second tour |  |
| Candidat              | Candidat                       | Parti                   | Voix         | %            | Voix        | %           |  |
| --------------------- | ------------------------------ | ----------------------- | ------------ | ------------ | ----------- | ----------- |  |
|                       | Georges Marchais sortant réélu | PCF                     | 22 477       | 42,18        | 32 597      | 100,00      |  |
|                       | Patrice Hernu                  | PS                      | 14 248       | 26,73        | Retrait     | Retrait     |  |
|                       | Jean-Michel Tanguy             | RPR (UNM)               | 7 109        | 13,34        |             |             |  |
|                       | Jean-Claude Denné              | UDF (CDS) (UNM)         | 6 848        | 12,85        |             |             |  |
|                       | Marc Dufumier                  | PSU                     | 1 605        | 3,01         |             |             |  |
|                       | Gilbert Claudot                | LO                      | 507          | 0,95         |             |             |  |
|                       | Charles Knopfer                | MRG                     | 399          | 0,75         |             |             |  |
|                       | Claude Derriennic              | Extrême gauche (OCF(d)) | 100          | 0,19         |             |             |  |
|                       |                                |                         |              |              |             |             |  |
| Inscrits              | Inscrits                       | Inscrits                | 78 294       | 100,00       | 78 292      | 100,00      |  |
| Abstentions           | Abstentions                    | Abstentions             | 24 451       | 31,23        | 33 310      | 42,55       |  |
| Votants               | Votants                        | Votants                 | 53 843       | 68,77        | 44 982      | 57,45       |  |
| Blancs et nuls        | Blancs et nuls                 | Blancs et nuls          | 550          | 1,02         | 12 385      | 27,53       |  |
| Exprimés              | Exprimés                       | Exprimés                | 53 293       | 98,98        | 32 597      | 72,47       |  |
| Source : Data.gouv.fr |                                |                         |              |              |             |             |  |

#### Deuxième circonscription (Choisy-le-Roi - Orly)
La circonscription de Choisy-le-Roi - Orly comprenait sept communes : Chevilly-Larue, Choisy-le-Roi, Fresnes, L'Haÿ-les-Roses, Orly, Rungis et Thiais. Par ordre alphabétique, les principaux candidats en lice dans cette circonscription sont :
- Charles Fiterman, député sortant, pour le PCF ;
- Jean Macé, investi par le RPR et l'UNM ;
- Pierre Tabanou, conseiller régional, conseiller général et maire de L'Haÿ-les-Roses, pour le PS et le MRG.

| Candidat         | Candidat                 | Parti                    | Premier tour | Premier tour | Second tour | Second tour |  |
| Candidat         | Candidat                 | Parti                    | Voix         | %            | Voix        | %           |  |
| ---------------- | ------------------------ | ------------------------ | ------------ | ------------ | ----------- | ----------- |  |
|                  | Pierre Tabanou élu       | PS (MRG)                 | 23 555       | 36,15        | 41 219      | 65,54       |  |
|                  | Charles Fiterman sortant | PCF                      | 18 662       | 28,64        | Retrait     | Retrait     |  |
|                  | Jean Macé                | RPR (UNM)                | 13 175       | 20,22        | 21 669      | 34,45       |  |
|                  | Jean Gaudaire            | UDF (UNM)                | 5 238        | 8,04         |             |             |  |
|                  | Roland Gatel             | Divers écologiste        | 2 015        | 3,09         |             |             |  |
|                  | Gérard Marroncle         | PSU                      | 1 081        | 1,66         |             |             |  |
|                  | Maurice Battais          | FRP                      | 639          | 0,98         |             |             |  |
|                  | Danielle Riché           | LO                       | 521          | 0,80         |             |             |  |
|                  | Chantal Termes           | Divers écologiste (MSDE) | 273          | 0,42         |             |             |  |
|                  |                          |                          |              |              |             |             |  |
| Inscrits         | Inscrits                 | Inscrits                 | 94 684       | 100,00       | 94 686      | 100,00      |  |
| Abstentions      | Abstentions              | Abstentions              | 29 034       | 30,66        | 30 066      | 31,75       |  |
| Votants          | Votants                  | Votants                  | 65 650       | 69,34        | 64 620      | 68,25       |  |
| Blancs et nuls   | Blancs et nuls           | Blancs et nuls           | 491          | 0,75         | 1 732       | 2,68        |  |
| Exprimés         | Exprimés                 | Exprimés                 | 65 159       | 99,25        | 62 888      | 97,32       |  |
| Source : CEVIPOF |                          |                          |              |              |             |             |  |

#### Troisième circonscription (Ivry-Vitry)
La circonscription d'Ivry - Vitry comprenait deux communes : Ivry-sur-Seine et Vitry-sur-Seine. Par ordre alphabétique, les principaux candidats en lice dans cette circonscription sont :
- Raoul-Jean Dumas, investi par le RPR et l'UNM ;
- Georges Gosnat, député sortant et ancien ministre, pour le PCF ;
- Jean-Claude Perrot, conseiller municipal de Vitry-sur-Seine et président du groupe socialiste, pour le PS.

|                | Georges Gosnat sortant réélu | PCF            | 27 523 | 50,20  |  |  |  |
|                | Jean-Claude Perrot           | PS             | 13 955 | 25,45  |  |  |  |
|                | Raoul-Jean Dumas             | RPR (UNM)      | 11 010 | 20,08  |  |  |  |
|                | Fernand Saal                 | MRG            | 861    | 1,57   |  |  |  |
|                | René Rodriguez               | PSU            | 767    | 1,40   |  |  |  |
|                | Roland Legall                | LO             | 705    | 1,28   |  |  |  |
|                |                              |                |        |        |  |  |  |
| Inscrits       | Inscrits                     | Inscrits       | 79 392 | 100,00 |  |  |  |
| Abstentions    | Abstentions                  | Abstentions    | 23 861 | 30,05  |  |  |  |
| Votants        | Votants                      | Votants        | 55 531 | 69,95  |  |  |  |
| Blancs et nuls | Blancs et nuls               | Blancs et nuls | 710    | 1,28   |  |  |  |
| Exprimés       | Exprimés                     | Exprimés       | 54 821 | 98,72  |  |  |  |

#### Quatrième circonscription (Alfortville-Charenton)
La circonscription d'Alfortville - Charenton comprenait quatre communes : Alfortville, Charenton-le-Pont, Maisons-Alfort et Saint-Maurice. Par ordre alphabétique, les principaux candidats en lice dans cette circonscription sont :
- Jacques Denis, député européen, pour le PCF ;
- Joseph Franceschi, député-maire sortant d'Alfortville et secrétaire d'État à la Solidarité nationale, pour le PS ;
- Alain Griotteray, maire de Charenton-le-Pont et ancien député, investi par l'UDF-PR et l'UNM.

| Candidat       | Candidat                        | Parti             | Premier tour | Premier tour | Second tour | Second tour |  |
| Candidat       | Candidat                        | Parti             | Voix         | %            | Voix        | %           |  |
| -------------- | ------------------------------- | ----------------- | ------------ | ------------ | ----------- | ----------- |  |
|                | Joseph Franceschi sortant réélu | PS                | 21 833       | 42,28        | 30 320      | 56,76       |  |
|                | Alain Griotteray                | UDF (PR) (UNM)    | 20 104       | 38,93        | 23 097      | 43,24       |  |
|                | Jacques Denis                   | PCF               | 6 183        | 11,97        |             |             |  |
|                | Max Buron                       | Divers écologiste | 2 139        | 4,14         |             |             |  |
|                | Jean-Marie Collin               | FN                | 738          | 1,43         |             |             |  |
|                | Christian Lecat                 | LO                | 639          | 1,24         |             |             |  |
|                |                                 |                   |              |              |             |             |  |
| Inscrits       | Inscrits                        | Inscrits          | 75 572       | 100,00       | 75 572      | 100,00      |  |
| Abstentions    | Abstentions                     | Abstentions       | 23 394       | 30,96        | 21 042      | 27,84       |  |
| Votants        | Votants                         | Votants           | 52 178       | 69,04        | 54 530      | 72,16       |  |
| Blancs et nuls | Blancs et nuls                  | Blancs et nuls    | 542          | 1,04         | 1 113       | 2,04        |  |
| Exprimés       | Exprimés                        | Exprimés          | 51 636       | 98,96        | 53 417      | 97,96       |  |

#### Cinquième circonscription (Créteil - Saint-Maur)
La circonscription de Créteil - Saint-Maur comprenait quatre communes : Bonneuil-sur-Marne, Créteil, Joinville-le-Pont et Saint-Maur-des-Fossés. Par ordre alphabétique, les principaux candidats en lice dans cette circonscription sont :
- Jean-Louis Beaumont, député-maire sortant divers droite de Saint-Maur-des-Fossés, investi par l'UNM ;
- Laurent Cathala, conseiller régional, conseiller général de Créteil-Sud et maire de Créteil, pour le PS ;
- Annick Davisse, militante syndicale, pour le PCF.

| Candidat       | Candidat                    | Parti                | Premier tour | Premier tour | Second tour | Second tour |  |
| Candidat       | Candidat                    | Parti                | Voix         | %            | Voix        | %           |  |
| -------------- | --------------------------- | -------------------- | ------------ | ------------ | ----------- | ----------- |  |
|                | Jean-Louis Beaumont sortant | Divers droite (UNM)  | 31 540       | 43,25        | 36 968      | 47,44       |  |
|                | Laurent Cathala élu         | PS                   | 27 148       | 37,22        | 40 962      | 52,56       |  |
|                | Annick Davisse              | PCF                  | 7 546        | 10,35        |             |             |  |
|                | Philippe Grosjean           | Divers écologiste    | 3 069        | 4,21         |             |             |  |
|                | Michel Jousset              | PSU                  | 1 053        | 1,44         |             |             |  |
|                | Gérard Lahire               | Extrême droite (PFN) | 948          | 1,30         |             |             |  |
|                | Jean Charpantier            | MRG                  | 782          | 1,07         |             |             |  |
|                | Philippe Vollot             | LCR                  | 473          | 0,65         |             |             |  |
|                | Daniel Gendre               | LO                   | 363          | 0,50         |             |             |  |
|                | Jean-Luc Bennahmias         | Extrême gauche (CCA) | 4            | 0,00         |             |             |  |
|                | F. Mazaleyrat               | FN                   | 2            | 0,00         |             |             |  |
|                |                             |                      |              |              |             |             |  |
| Inscrits       | Inscrits                    | Inscrits             | 107 172      | 100,00       | 107 171     | 100,00      |  |
| Abstentions    | Abstentions                 | Abstentions          | 33 425       | 31,19        | 27 869      | 26          |  |
| Votants        | Votants                     | Votants              | 73 747       | 68,81        | 79 302      | 74          |  |
| Blancs et nuls | Blancs et nuls              | Blancs et nuls       | 819          | 1,11         | 1 372       | 1,73        |  |
| Exprimés       | Exprimés                    | Exprimés             | 72 928       | 98,89        | 77 930      | 98,27       |  |

#### Sixième circonscription (Bry-sur-Marne - Champigny - Nogent)
La circonscription de Bry-sur-Marne - Champigny - Nogent comprenait cinq communes (quatre communes entières et une partiellement) : Bry-sur-Marne, Champigny-sur-Marne, Chennevières-sur-Marne (partie nord), Nogent-sur-Marne et Le Perreux-sur-Marne. Par ordre alphabétique, les principaux candidats en lice dans cette circonscription sont :
- Pierre Jacquemin, conseiller municipal de Champigny et président du groupe socialiste, pour le PS ;
- Roland Nungesser, député-maire sortant de Nogent-sur-Marne et conseiller général, investi par le RPR, l'UDF et l'UNM ;
- Guy Poussy, conseiller général de Champigny-sur-Marne-Ouest, pour le PCF.

| Candidat       | Candidat                       | Parti          | Premier tour | Premier tour | Second tour | Second tour |  |
| Candidat       | Candidat                       | Parti          | Voix         | %            | Voix        | %           |  |
| -------------- | ------------------------------ | -------------- | ------------ | ------------ | ----------- | ----------- |  |
|                | Roland Nungesser sortant réélu | RPR (UNM)      | 27 876       | 46,16        | 32 230      | 51,52       |  |
|                | Pierre Jacquemin               | PS             | 15 782       | 26,13        | 30 326      | 48,48       |  |
|                | Guy Poussy                     | PCF            | 13 062       | 21,63        | Retrait     | Retrait     |  |
|                | Jack Menant                    | MÉP            | 2 040        | 3,38         |             |             |  |
|                | Jacques Aubert                 | PSU            | 905          | 1,50         |             |             |  |
|                | Gérard Chauvin                 | LO             | 388          | 0,64         |             |             |  |
|                | Bernard Nicolau-Bergeret       | MRG            | 339          | 0,56         |             |             |  |
|                |                                |                |              |              |             |             |  |
| Inscrits       | Inscrits                       | Inscrits       | 88 307       | 100,00       | 88 309      | 100,00      |  |
| Abstentions    | Abstentions                    | Abstentions    | 27 254       | 30,86        | 24 722      | 27,99       |  |
| Votants        | Votants                        | Votants        | 61 053       | 69,14        | 63 587      | 72,01       |  |
| Blancs et nuls | Blancs et nuls                 | Blancs et nuls | 661          | 1,08         | 1 031       | 1,62        |  |
| Exprimés       | Exprimés                       | Exprimés       | 60 392       | 98,92        | 62 556      | 98,38       |  |

#### Septième circonscription (Fontenay - Saint-Mandé - Vincennes)
La circonscription de Fontenay - Saint-Mandé - Vincennes comprenait trois communes : Fontenay-sous-Bois, Saint-Mandé et Vincennes. Par ordre alphabétique, les principaux candidats en lice dans cette circonscription sont :
- Louis Bayeurte, maire de Fontenay-sous-Bois et conseiller général de Fontenay-sous-Bois-Est, pour le PCF ;
- Marie-Françoise Gérard, militante syndicale et associative à Vincennes, pour le PS ;
- Robert-André Vivien, député sortant, conseiller général de Saint-Mandé et ancien ministre, investi par le RPR, l'UDF et l'UNM.

| Candidat       | Candidat                          | Parti             | Premier tour | Premier tour | Second tour | Second tour |  |
| Candidat       | Candidat                          | Parti             | Voix         | %            | Voix        | %           |  |
| -------------- | --------------------------------- | ----------------- | ------------ | ------------ | ----------- | ----------- |  |
|                | Robert-André Vivien sortant réélu | RPR (UNM)         | 25 428       | 49,51        | 28 275      | 53,73       |  |
|                | Marie-Françoise Gérard            | PS                | 12 276       | 23,90        | 24 345      | 46,27       |  |
|                | Louis Bayeurte                    | PCF               | 10 599       | 20,64        | Retrait     | Retrait     |  |
|                | Anne Franchomme                   | Divers écologiste | 1 600        | 3,11         |             |             |  |
|                | Albert Bunelier                   | MRG               | 814          | 1,58         |             |             |  |
|                | Catherine-Micheline Balazs        | PSU               | 644          | 1,25         |             |             |  |
|                |                                   |                   |              |              |             |             |  |
| Inscrits       | Inscrits                          | Inscrits          | 75 615       | 100,00       | 75 615      | 100,00      |  |
| Abstentions    | Abstentions                       | Abstentions       | 23 762       | 31,42        | 22 176      | 29,33       |  |
| Votants        | Votants                           | Votants           | 51 853       | 68,58        | 53 439      | 70,67       |  |
| Blancs et nuls | Blancs et nuls                    | Blancs et nuls    | 492          | 0,95         | 819         | 1,53        |  |
| Exprimés       | Exprimés                          | Exprimés          | 51 361       | 99,05        | 52 620      | 98,47       |  |

#### Huitième circonscription (Boissy-Saint-Léger - Villeneuve-Saint-Georges)
La circonscription de Boissy-Saint-Léger - Villeneuve-Saint-Georges comprenait dix-huit communes (dix-sept communes entières et une partiellement) : Ablon-sur-Seine, Boissy-Saint-Léger, Chennevières-sur-Marne (partie sud), La Queue-en-Brie, Le Plessis-Trévise, Limeil-Brévannes, Mandres-les-Roses, Marolles-en-Brie, Noiseau, Ormesson-sur-Marne, Périgny-sur-Yerres, Santeny, Sucy-en-Brie, Valenton, Villecresnes, Villeneuve-le-Roi, Villeneuve-Saint-Georges et Villiers-sur-Marne. Par ordre alphabétique, les principaux candidats en lice dans cette circonscription sont : 
- Maxime Kalinsky, député sortant, ancien conseiller général et ancien maire de Villeneuve-le-Roi, pour le PCF ;
- Paulette Nevoux, première secrétaire fédérale du Parti socialiste, pour le PS ;
- Jean-Marie Poirier, conseiller général de Boissy-Saint-Léger et maire de Sucy-en-Brie, investi par l'UDF, le RPR et l'UNM.

| Candidat       | Candidat                | Parti                     | Premier tour | Premier tour | Second tour | Second tour |  |
| Candidat       | Candidat                | Parti                     | Voix         | %            | Voix        | %           |  |
| -------------- | ----------------------- | ------------------------- | ------------ | ------------ | ----------- | ----------- |  |
|                | Jean-Marie Poirier      | UDF (PR)                  | 27 535       | 33,70        | 36 397      | 42,85       |  |
|                | Paulette Nevoux élue    | PS                        | 23 138       | 28,32        | 48 539      | 57,15       |  |
|                | Maxime Kalinsky sortant | PCF                       | 21 727       | 26,59        | Retrait     | Retrait     |  |
|                | Catherine Bonnel        | MÉP                       | 3 020        | 3,70         |             |             |  |
|                | André Jondeau           | PSU                       | 1 946        | 2,38         |             |             |  |
|                | Jean-Claude Besse       | FRP                       | 1 418        | 1,73         |             |             |  |
|                | Bernard Marchand        | Divers droite (Gaulliste) | 1 186        | 1,45         |             |             |  |
|                | F. Moulin               | PFN                       | 656          | 0,80         |             |             |  |
|                | Jean-Maurice Duval      | Divers gauche (CG)        | 549          | 0,67         |             |             |  |
|                | Dominique Geindreau     | LO                        | 521          | 0,64         |             |             |  |
|                |                         |                           |              |              |             |             |  |
| Inscrits       | Inscrits                | Inscrits                  | 119 206      | 100,00       | 119 206     | 100,00      |  |
| Abstentions    | Abstentions             | Abstentions               | 35 710       | 29,96        | 32 341      | 27,13       |  |
| Votants        | Votants                 | Votants                   | 83 496       | 70,04        | 86 865      | 72,87       |  |
| Blancs et nuls | Blancs et nuls          | Blancs et nuls            | 1 800        | 2,16         | 1 929       | 2,22        |  |
| Exprimés       | Exprimés                | Exprimés                  | 81 696       | 97,84        | 84 936      | 97,78       |  |